# Mołdawianizm
Mołdawianizm – koncepcja polityczna, kulturalna i historyczna zakładająca, że Rumuni i Mołdawianie stanowią dwa odrębne narody, mówiące dwoma różnymi językami.
W 1812 r. na mocy traktatu w Bukareszcie Besarabia, zamieszkiwana w większości przez ludność chłopską, przeszła pod panowanie rosyjskie. Tym samym ludność ta została wyłączona z procesów kształtowania się narodu i kultury rumuńskiej, jakie w XIX w. miały miejsce w Mołdawii i na Wołoszczyźnie. Nie wykształciła się u niej żadna tożsamość narodowa. 
Powstanie idei mołdawianizmu wiąże się z utworzeniem w 1924 r. Mołdawskiej Autonomicznej Socjalistycznej Republiki Radzieckiej, która w założeniach władz radzieckich miała być narzędziem polityki zagranicznej wobec Rumunii – docelowo ułatwić odzyskanie Besarabii, przyłączonej w 1918 r. do Rumunii, oraz wzniecenie rewolucji socjalistycznej w Rumunii. Wychodzono z założenia, że stymulowanie rozwoju „socjalistycznej kultury mołdawskiej”, odrębnej od rumuńskiej, będzie sprzyjać temu celowi. Zamysł ten zyskał poparcie grupy mołdawskich językoznawców i historyków o poglądach socjalistycznych, w ocenie których w Besarabii pod panowaniem rumuńskim ludność poddawana była bezwzględnemu uciskowi. W latach 1924–1931 działający w MASRR, pod przewodnictwem Pavla Chiora, Mołdawski Komitet Naukowy prowadził badania nad językiem i kulturą ludową Mołdawian, by na ich bazie rozwijać mołdawski język literacki odmienny od rumuńskiego i doprowadzić do powstania pełnowartościowej tożsamości narodowej. W 1931 r., wobec zmiany kursu politycznego ZSRR, działania te odgórnie zablokowano. W 1938 r., gdy polityka zagraniczna i językowa państwa zmieniła się ponownie, powrócono do mówienia o odrębnych narodach i językach rumuńskim i mołdawskim, a do zapisu tego drugiego zaczęto stosować cyrylicę.
Chociaż mołdawianizm pozostał oficjalnie popieraną doktryną także w Mołdawskiej Socjalistycznej Republice Radzieckiej po II wojnie światowej, nie powrócono już do prób konstruowania odrębnej wysokiej kultury narodowej na bazie kultury ludowej. Również język oficjalnie nazywany mołdawskim w istocie nie różnił się od rumuńskiego, był jedynie zapisywany innym alfabetem. Koncepcja odrębności narodu mołdawskiego była rozwijana na szerszą skalę jedynie w naukach historycznych, które miały dostarczać dowodów na odmienne drogi rozwoju Rumunów i Mołdawian. Prace autorów radzieckich poddawane były krytyce w Rumunii.
Powstały w okresie pieriestrojki mołdawski Demokratyczny Ruch na rzecz Przebudowy odrzucał mołdawianizm i przywoływał hasła panrumuńskie. Jego następca, Front Ludowy Mołdawii, nie akcentował już haseł zjednoczenia Mołdawii z Rumunią, jednak domagając się niepodległości, podkreślał pokrewieństwo obu języków, kultur i narodów. Idea panrumuńska, powszechnie akceptowana przez mołdawskich intelektualistów przewodzących Frontowi, cieszyła się bardzo niewielkim poparciem w społeczeństwie – wśród zdecydowanej większości etnicznych Mołdawian utrzymuje się idea odrębności ich narodu. Również przywódcy niepodległej Mołdawii już w 1994 r. wycofali się z koncepcji panrumuńskiej, konsekwentnie odwołując się od wymienionego roku w publicznych wystąpieniach do różnych wariantów idei mołdawianistycznej. Dyskusja o tożsamości Mołdawian i ich stosunku do sąsiadów wciąż się jednak nie zakończyła. Obok „tradycyjnej” radzieckiej koncepcji mołdawianistycznej w Mołdawii funkcjonują radykalne poglądy nacjonalistyczne, których przedstawiciele twierdzą, iż Mołdawianie byli odrębnym narodem już w średniowieczu i wysuwają roszczenia do ziem Rumunii wchodzących historycznie w skład Hospodarstwa Mołdawskiego.

## Korzenie nowoczesnych podziałów rumuńsko-mołdawskich
W 1812 r. na mocy traktatu w Bukareszcie Imperium Rosyjskie anektowało ziemie między Dniestrem a Prutem, stanowiące wschodnią część ówczesnego hospodarstwa mołdawskiego i nazwane Besarabią. Tereny te były zamieszkane w większości przez chłopską ludność mówiącą językiem rumuńskim, ale nieodczuwającą żadnej ponadlokalnej tożsamości wspólnotowej. Z powodu podziału w kolejnym stuleciu na ludność tę oddziaływały zupełnie inne procesy i tendencje, niż na mówiących tym samym językiem mieszkańców Wołoszczyzny i pozostałej części Mołdawii: nie dotyczyły jej procesy rozwijania się nowoczesnego narodu rumuńskiego ani działania na rzecz budowy rumuńskiego państwa. Dotknęły ją natomiast działania rusyfikacyjne, np. wprowadzenie języka cerkiewnosłowiańskiego do liturgii cerkiewnej i języka rosyjskiego do kazań, usunięcie języka rumuńskiego ze szkolnictwa i administracji lokalnej. W Besarabii nie wykształciła się również rumuńskojęzyczna elita, tę bowiem kreowano odgórnie poprzez osiedlanie ludności niemieckiej, słowiańskiej, żydowskiej (strefa osiedlenia), ormiańskiej. W 1917 r., gdy do Besarabii po rewolucji lutowej przybyła znaczna grupa rumuńskich działaczy narodowych i kulturalnych, pragnąc upowszechniać w regionie kulturę rumuńską i sprzyjać przyłączeniu się regionu do Rumunii, przekonała się, że poczucie łączności z Rumunami, mówiącymi faktycznie tym samym językiem, było praktycznie niespotykane. Spotykano się raczej z poczuciem łączności z Rosją i deklarowaniem etniczności mołdawskiej.

## Mołdawska Autonomiczna Socjalistyczna Republika Radziecka

### Początki mołdawianizmu

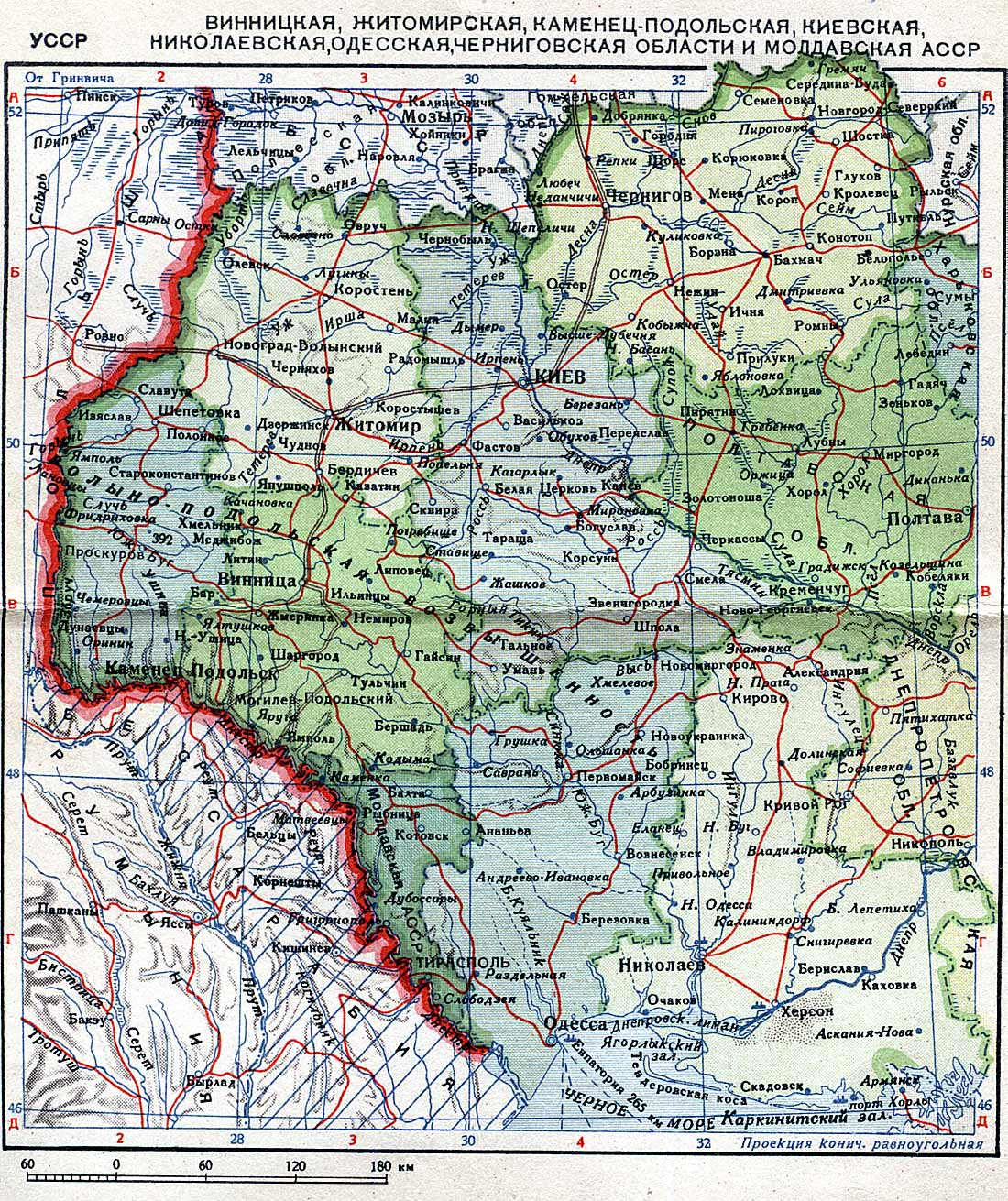
Mapa zachodniej części Ukraińskiej Socjalistycznej Republiki Radzieckiej z zaznaczoną Mołdawską ASRR. Obszar rumuńskiej Besarabii, na który ta ostatnia miała oddziaływać, został zakreskowany

W wyniku I wojny światowej Besarabia została przyłączona do Rumunii. Tymczasem na lewym brzegu Dniestru władze centralne ZSRR utworzyły w 1924 r. Mołdawską Autonomiczną Socjalistyczną Republikę Radziecką, która miała być narzędziem polityki zagranicznej wobec Rumunii. Jej istnienie miało utrzymywać zainteresowanie międzynarodowe kwestią państwowej przynależności Besarabii oraz ułatwiać kierowanie na terytorium Rumunii radzieckich agitatorów socjalistycznych, którym powierzono zadanie przygotowania rewolucji także w tym kraju. W momencie tworzenia republiki władze radzieckie wychodziły z założenia, że sprzyjanie rozwojowi samodzielnej kultury mołdawskiej, odrębnej od kultury rumuńskiej, budowanie „radzieckiego narodu mołdawskiego”, będzie sprzyjało tym celom. Ruch mołdawianistyczny nie był jednak tworzony i stymulowany wyłącznie odgórnie. Mołdawscy socjalistyczni historycy i językoznawcy, którzy go współtworzyli, wierzyli, że przyczyniają się do wyzwolenia Mołdawian spod wyzysku rumuńskich kapitalistów i ucisku ze strony władz Rumunii. Sprzyjała temu polityka Rumunii po przyłączeniu do niej Besarabii w 1918 r. Rząd rumuński niezwłocznie przystąpił po tej dacie do działań na rzecz pełnej rumunizacji regionu, które – wobec braku kadr i ograniczonych funduszy – nie przynosiły efektów. Władze rumuńskie okazały się brutalne, skorumpowane i niekompetentne, toteż wśród nierumuńskiej ludności Besarabii (Rosjanie, Ukraińcy, Żydzi, Gagauzi, Bułgarzy) były skrajnie niepopularne. Opór ludności Besarabii przeciwko polityce Bukaresztu był na tyle znaczny, że do 1928 r. w prowincji obowiązywał stan oblężenia, dający rozszerzone kompetencje policji i ograniczający prawa obywatelskie. Także stosunek rumuńskich ideologów i polityków do etnicznych Mołdawian odznaczał się ambiwalencją – z jednej strony zaznaczano, że są oni pełnoprawnymi Rumunami, z drugiej strony pod byle pretekstem oskarżano ich o pozostawanie pod wpływem rosyjskim, niezwalczenie w sobie dziedzictwa caratu.
Mołdawianizm wpisywał się także w propagowaną w całym ZSRR od 1923 r. do lat 30. XX wieku politykę korienizacji. Prace nad tworzeniem tożsamości mołdawskiej łączyły się z polityką wzmacniania obecności etnicznych Mołdawian w administracji MASRR (mimo nazwy republiki większość mieszkańców stanowili w niej Słowianie – Ukraińcy i Rosjanie), kampanią walki z analfabetyzmem, tworzenia szkół i innych instytucji kulturalnych.

### Kreowanie języka i kultury mołdawskiej (1924–1931)
Podstawowym zadaniem, jakie stawiały przed sobą elity Mołdawskiej ASRR zaangażowane w kreowanie narodu mołdawskiego, było skodyfikowanie języka tego narodu, niezależnego od języka rumuńskiego. Wychodzono przy tym z założenia, że różnice dialektalne między językiem literatury rumuńskiej a ludową mową mieszkańców lewego brzegu Dniestru były wystarczającą podstawą, by traktować rumuński i mołdawski jako odrębne języki. W latach 1925 i 1926 komisarz ludowy oświaty MASRR Gabriel Buciușcanu wydał słownik języka mołdawskiego oraz nową mołdawską gramatykę. W obu pracach zapisywał język używany w Besarabii cyrylicą (zgodnie z lokalną tradycją – wprowadzenie i upowszechnienie w Rumunii alfabetu łacińskiego miało niewielki wpływ na twórców besarabskich), jednak jego prace zostały i tak uznane przez lokalną elitę za „zbyt rumuńskie”; szybko wycofano je z obiegu.
W latach 1925–1930 moskiewski językoznawca M. Siergijewski odbył cztery podróże badawcze po Besarabii i opisał dwie główne grupy dialektów besarabskich języka rumuńskiego. Między innymi w oparciu o jego prace kolejny komisarz ludowy oświaty MASRR Pavel Chior doszedł do wniosku, że podstawą języka mołdawskiego powinny stać się dialekty z centralnej Besarabii (a nie np. odmienne od nich dialekty z terenu Naddniestrza), gdyż zwiększałoby to szansę porozumienia robotników z obu brzegów Dniestru i szerzenia w tym środowisku idei rewolucyjnych. Chior już we wcześniejszej pracy argumentował, że język rumuński pod wpływem elit w Bukareszcie na tyle zbliżył się do francuskiego, by stać się mało zrozumiałym dla prostego ludu.
Wobec złego przyjęcia prac Buciușcanu koordynacją badań nad kulturą mołdawską i upowszechnianiem kreowanej tożsamości stał się kierowany przez Chiora Mołdawski Komitet Naukowy. Kierownikiem sekcji lingwistycznej Komitetu był Leonid Madan, przekonany o tym, że Rumuni i Mołdawianie byli dwoma odrębnymi narodami mówiącymi różnymi językami. Swoje poglądy Madan popularyzował latem 1926 r. na kursach dla nauczycieli w Bałcie i Zinowjewsku. Na podstawie jego koncepcji komisariat ludowy oświaty MASRR opracował dokument pt. Zmiany w gramatyce mołdawskiej i zainicjował debatę o języku na łamach głównej republikańskiej gazety Czerwony oracz. W 1927 r., po kolejnej dyskusji na forum letniego kursu nauczycielskiego w Bałcie, Komitet Naukowy opracował następny zestaw wskazówek gramatycznych, zaś w 1929 r. państwowe wydawnictwo w Tyraspolu opublikowało Gramatykę mołdawską Leonida Madana. Autor pracy argumentował, że język mołdawski powstał na gruncie łaciny zmieszanej z językami Getów i Daków, a w mniejszym stopniu – innych ludów, które miały związek z historią ziem mołdawskich (Pieczengowie, Połowcy, Awarowie, Bułgarzy, Tatarzy, Polacy, Ukraińcy, Rosjanie, Grecy). W rezultacie był odmienny od języka rumuńskiego, a wydarzenia rewolucji październikowej jeszcze zwiększyły istniejące różnice. Madan apelował o dalsze stymulowanie rozwoju języka mołdawskiego bez wprowadzania słów pochodzenia obcego, zwłaszcza francuskiego. Także przywódcy polityczni Mołdawskiej ASRR uważali, że różnice tożsamościowe między „burżuazyjnymi” Rumunami a „proletariuszami” z Mołdawii powinny być wzmacnianie.
Kolejny lingwista I. Malai w latach 1929–1930 opracował zestaw propozycji 7500 neologizmów, słów codziennego użytku, ale i nieużywanych w prostym języku ludowym terminów naukowych (historycznych, chemicznych, geograficznych, zoologicznych). Były one częstokroć zrumunizowanymi kalkami z języka rosyjskiego, ale skonstruowanymi tak, by były zrozumiałe dla niewykształconego użytkownika; mowa mieszkańców Besarabii i tak rozwijała się w kontakcie z językami słowiańskimi. W ocenie Charlesa Kinga wiele zaproponowanych słów było łatwiejszych dla takiego odbiorcy niż wprowadzane w XIX w. do języka rumuńskiego przez władze w Bukareszcie neologizmy będące kalkami z francuskiego. Przyczyną, dla której tylko pewna część neologizmów stała się faktycznie rozpoznawalna, była nie ich obcość, ale fakt, że sami inicjatorzy kreowania języka mołdawskiego nie posługiwali się nimi w sposób konsekwentny.

### Odwrót od mołdawianizmu
Począwszy od 1930 r. polityka mołdawianizmu była kwestionowana i krytykowana poza Mołdawską ASRR. W lutym tego samego roku Komitet Centralny Komunistycznej Partii (bolszewików) Ukrainy zarzucił działaczom partyjnym w Mołdawii wzmacnianie nastrojów nacjonalistycznych i zarzucił im „prawicowe odchylenie”. W raporcie na ten temat podważono całą koncepcję budowania od podstaw kultury i tożsamości mołdawskiej. We wrześniu 1930 r. na łamach „Czerwonego oracza” pojawił się anonimowy artykuł zarzucający Mołdawskiemu Komitetowi Naukowemu angażowanie się w egzotyczne dyskusje o języku i zagadnieniach etnograficznych, zamiast w bardziej pożyteczne zadania. W 1931 r. Pavel Chior został skierowany na studia w Moskwie, zaś na jego stanowisko powołano Ivana Ocinschiego. Poddał on stanowczej krytyce całą dotychczasową politykę mołdawianistyczną, wzmocnił kontrolę Rady Komisarzy Ludowych MASRR nad Mołdawskim Komitetem Naukowym i zlikwidował jego dotychczasowy podział na sekcje. W 1932 r. Ocinschi zdecydował, że język mołdawski będzie odtąd zapisywany alfabetem łacińskim. Decyzję tę potwierdziła rezolucja mołdawskich organów partyjnych 2 lutego 1932 r. Rezygnując z cyrylicy, zrezygnowano także z prób wprowadzania do języka mołdawskiego neologizmów słowiańskich. Zakładano, że język mołdawski powinien być zrozumiały zarówno dla mieszkańców MASRR, jak i dla Rumunów – w rezultacie kurs polityki językowej został całkowicie odwrócony. Zrezygnowano także z kreowania odrębnej kultury mołdawskiej na rzecz podkreślania kulturalnych związków mołdawsko-rumuńskich. Odwrót od mołdawianizmu był uzasadniony względami polityki zagranicznej. Nastąpił po klęsce radziecko-rumuńskich rozmów o normalizacji stosunków dyplomatycznych, w kontekście planów Stalina, by nie tylko odebrać Rumunii Besarabię, ale i podporządkować sobie dalsze ziemie na zachód od Prutu.
Twórcy koncepcji mołdawianistycznych (Pavel Chior, Leonid Madan, Gabriel Buciușcanu) z poprzedniej dekady zostali w kolejnych latach poddani represjom. W 1934 r. zlikwidowany został Mołdawski Komitet Naukowy, a całość prac poświęconych językowi i kulturze mołdawskiej wydanych pod jego auspicjami usunięto z bibliotek.

### Powrót do podkreślania odrębności Mołdawian
19 maja 1938 r. Komitet Wykonawczy MASRR nieoczekiwanie ogłosił odwołanie decyzji sprzed sześciu lat i przywrócenie cyrylicy do zapisywania języka mołdawskiego. Stwierdzono, że wprowadzenie alfabetu łacińskiego i unifikacja języków mołdawskiego i rumuńskiego były dziełem „wrogów ludu”. Zdecydowano ponadto o usunięciu z użycia słów nieznanych w Mołdawii, zaczerpniętych ze współczesnego języka rumuńskiego. Nie powrócono jednak do podejmowanych w poprzedniej dekadzie prób kodyfikowania języka mołdawskiego ani wprowadzania neologizmów, ograniczono się do użycia cyrylicy do zapisu języka, który nie różnił się faktycznie od rumuńskiego. Założenia nowej mołdawianistycznej polityki językowej wyłożył I. Cioban, twierdząc, że władze winny współtworzyć literacki język mołdawski tak podobny do języka prostych ludzi, jak jest to możliwe, ale równocześnie unikając śmieszności (sięgania po słownictwo zbyt potoczne, tworzenia neologizmów). Oznaczało to faktyczną rezygnację z tworzenia języka literackiego na bazie dialektów ludowych. Jak pisał Charles King, to, co określano odtąd w ZSRR mianem języka i wysokiej kultury mołdawskiej, było w rzeczywistości tylko nieznacznie różne od języka i kultury Rumunii.
Również ta zmiana polityki wynikała z ogólnego kierunku polityki językowej w ZSRR, a nie z samodzielnych decyzji lokalnych elit partyjnych i naukowych. Począwszy od 1935 r., wprowadzano cyrylicę do zapisu wszystkich języków używanych w kraju, które dotąd się nią nie posługiwały. Władze radzieckie uznały również, że wobec zmian w wewnętrznej polityce Rumunii (zwrot w prawo, dyktatura królewska) zasadnym będzie zwiększenie dystansu między ludnością MASRR a Rumunami.

## Mołdawska Socjalistyczna Republika Radziecka

### Oficjalne poparcie koncepcji mołdawianistycznej
Besarabia została przyłączona do Związku Radzieckiego najpierw na krótko w 1940 r., zaś na trwałe w 1944 r. Z terytorium tego, razem z częścią MASRR, utworzono Mołdawską SRR. W Rumunii po II wojnie światowej władzę przejęli komuniści. Oznaczało to, że zrealizowane zostały przedwojenne cele radzieckie względem Rumunii, i nie było już potrzeby potęgowania, poprzez politykę kulturalną, różnic między mieszkańcami tego kraju a ludnością radzieckiej Mołdawii. W Mołdawskiej Socjalistycznej Republice Radzieckiej mołdawianizm stał się de facto oficjalną doktryną , chociaż nie podejmowano już, jak w latach 30., prób tworzenia nowej kultury. Akcentowano odmienność Rumunów i Mołdawian, powołując się głównie na odmienny rozwój historyczny każdego narodu. W latach 1967–1968 pierwszy sekretarz KPM Ivan Bodiul polecił czołowym mołdawskim radzieckim historykom, etnografom i językoznawcom publikowanie prac, w których mieli przedstawiać i upowszechniać, także za granicą, radziecki (mołdawianistyczny) punkt widzenia w sprawach historii Mołdawii oraz języka mołdawskiego. Zalecenie to zostało zrealizowane. Sformułowano całą teorię rozwoju narodu mołdawskiego od plemion trackich i iliryjskich po ostateczne ukształtowanie się socjalistycznego narodu mołdawskiego po II wojnie światowej; częścią tej koncepcji było założenie, że bliskie sobie pierwotnie narody rumuński i mołdawski w XIX–XX w. ostatecznie rozdzieliły się. Nie wszystkie prace napisane w radzieckiej Mołdawii były metodologicznie mało wartościowe, według Charlesa Kinga liczne publikacje etnograficzne, językoznawcze i historyczne, gdyby nie ich eksploatowanie do celów propagandowych same w sobie nie budziłyby kontrowersji. W tym samym czasie koncepcje mołdawianistyczne były zwalczane przez rumuńskich autorów emigracyjnych, polemizowali z nimi naukowcy rumuńscy, także autorzy zachodni oceniali je jako z gruntu fałszywe.
Równocześnie władze przyzwalały na to, by język mołdawski, jakim posługiwały się elity intelektualne republiki, całkowicie przejmował wzorce rumuńskie. Odnotowane jeszcze w latach 30. XX wieku różnice między dialektami zanikły, wyjątkiem był tylko pewien zasób terminów technicznych przejętych w Mołdawii z języka rosyjskiego, nieużywany w Rumunii. Na początku 80. XX wieku język określany jako standardowy literacki mołdawski był bliższy standardowemu rumuńskiemu niż kiedykolwiek w historii. O faktycznym braku różnic między językami świadczy fakt, że mimo utrzymywania oficjalnego stanowiska o dwóch językach w ZSRR, nie wydano żadnego słownika mołdawsko-rumuńskiego.

### Okres pieriestrojki. Stanowisko Demokratycznego Ruchu na rzecz Przebudowy oraz Ludowego Frontu Mołdawii

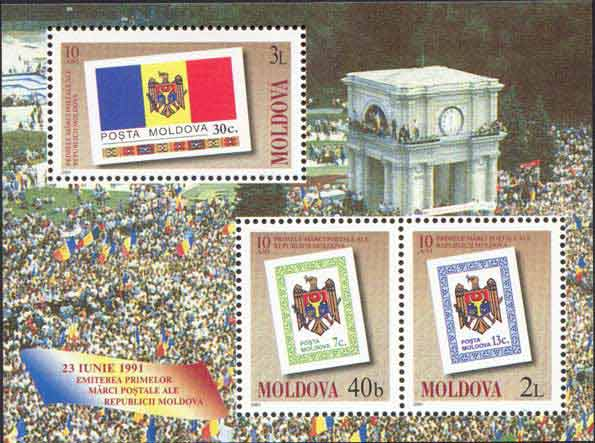
Wielkie Zgromadzenie Narodowe zorganizowane przez Front Ludowy Mołdawii w sierpniu 1989 r. Postulując jedność języków mołdawskiego i rumuńskiego, Front podważał kluczowe założenia obowiązującej w radzieckiej Mołdawii koncepcji mołdawianistycznej

3 września 1988, w atmosferze przemian politycznych obejmujących cały Związek Radziecki, w Mołdawskiej SRR powstał Demokratyczny Ruch na rzecz Przebudowy, głoszący w pierwszej kolejności hasła uczynienia języka mołdawskiego językiem państwowym republiki i zapisywania go alfabetem łacińskim. Na wczesnym etapie działania Ruchu obecni byli w nim nie tylko mołdawscy działacze narodowi, ale i organizacje z gagauskiej i naddniestrzańskiej części Mołdawii. Kluczową rolę w Ruchu odgrywali jednak działacze prorumuńscy , a głoszone przez nich nacjonalistyczne hasła zniechęciły przedstawicieli mniejszości. Dla intelektualistów, nadających Ruchowi ton, jedność Mołdawian i Rumunów nie podlegała wątpliwości.
Komunistyczna Partia Mołdawii stała początkowo w kwestii tożsamości Mołdawian i statusu ich języka na dotychczasowym stanowisku. Ostatecznie jednak poszła na ustępstwa zarówno w kwestii statusu języka mołdawskiego, jak i alfabetu. Wpływ na to miała postawa młodszej generacji działaczy partyjnych, etnicznych Mołdawian, którzy dostrzegli w zjednoczeniu sił z ruchami na rzecz demokracji szansę na odsunięcie od władzy starszego pokolenia działaczy, w większości pochodzących z Naddniestrza i rosyjskojęzycznych. 27 sierpnia 1989 Front Ludowy Mołdawii, następca Demokratycznego Ruchu na rzecz Przebudowy, zorganizował wiec przed budynkiem rządu w Kiszyniowie, który zgromadził według niektórych źródeł nawet 300 tys. osób i został potem nazwany Wielkim Zgromadzeniem Narodowym . Pod naciskiem ruchu cztery dni później przyjęta została ustawa wprowadzająca alfabet łaciński do zapisywania języka mołdawskiego zamiast cyrylicy . Także 31 sierpnia 1989 w kolejnej ustawie Rada Najwyższa Mołdawskiej SRR decydowała, zgodnie z oczekiwaniami Frontu Ludowego Mołdawii, że język mołdawski, tożsamy z rumuńskim, stał się jedynym językiem państwowym. Oznaczało to fundamentalne podważenie założeń mołdawianizmu, nawet jeśli Front Ludowy nie głosił już haseł zjednoczenia Mołdawii z Rumunią. Część komentatorów przekonywała nawet, że kreowana i wzmacniana w ZSRR wersja tożsamości mołdawskiej poniosła w końcu lat 80. XX wieku ostateczną klęskę. W rzeczywistości koncepcja mołdawianistyczna pozostała jednym z punktów odniesienia w nadal trwającej dyskusji o tożsamości Mołdawii i jej mieszkańców.

## Niepodległa Mołdawia
Pierwsi przywódcy niepodległej Mołdawii podtrzymywali dyskurs o odrębności języka i kultury mołdawskiej względem rumuńskiej. Już w 1991 r. prezydent Mołdawii Mircea Snegur publicznie mówił zarówno o konieczności utrzymania dwóch odrębnych państw mołdawskiego i rumuńskiego, jak i o odrębnych ruchach narodowych. Hasłami mołdawianistycznymi posługiwała się od 1992 r. Mołdawska Partia Demokratyczno-Agrarna. Prezydent Snegur w pełni przejął te hasła dwa lata później. Podczas kampanii wyborczej przed wyborami parlamentarnymi oskarżył panrumunistów i sprzyjających im intelektualistów o zdradę narodową. Powrócił do mówienia o niezależnym narodzie mołdawskim, który przeszedł własną historyczną drogę oraz o języku mołdawskim, który jest wobec języka rumuńskiego „siostrzany”, ale jednak odrębny. Pogląd taki spotykał się ze znacznie większym poparciem niż sugestie połączenia się z Rumunią. Zwłaszcza ludność żyjąca na wsiach utożsamia się z mołdawskością i lokalną społecznością, poglądy panrumuńskie są popularniejsze niż mołdawianizm jedynie wśród części etnicznych Mołdawian mieszkających w miastach. Badania przeprowadzone w 1992 r. przez Williama Crowthera wykazały, że tylko 10% etnicznych Mołdawian chciało unii z Rumunią, a 87% definiowała swoją narodowość jako mołdawską, niezależną od rumuńskiej. Również w XXI w. Mołdawianie pozostawali podzieleni w kwestii swojej narodowej autoidentyfikacji.
W 1994 r. zmieniono hymn Mołdawii – zrezygnowano z przyjętej trzy lata wcześniej pieśni Przebudź się, Rumunie, która jest zarazem hymnem Rumunii, na rzecz utworu Nasz język. Jego tekst (wiersz Alexeia Mateevicia) opiewa język mołdawski, nie rozstrzygając, czy jest on językiem odrębnym, czy też tożsamym z rumuńskim. W konstytucji Mołdawii zapisano również, że językiem urzędowym państwa jest język mołdawski, bez obecnej wcześniej uwagi o jego tożsamości z rumuńskim. Taki stan rzeczy funkcjonował do 16 marca 2023 r., gdy mołdawski parlament, na wniosek rządzącej prozachodniej partii PAS, przyjął ustawę uznającą język rumuński za urzędowy w Mołdawii. 

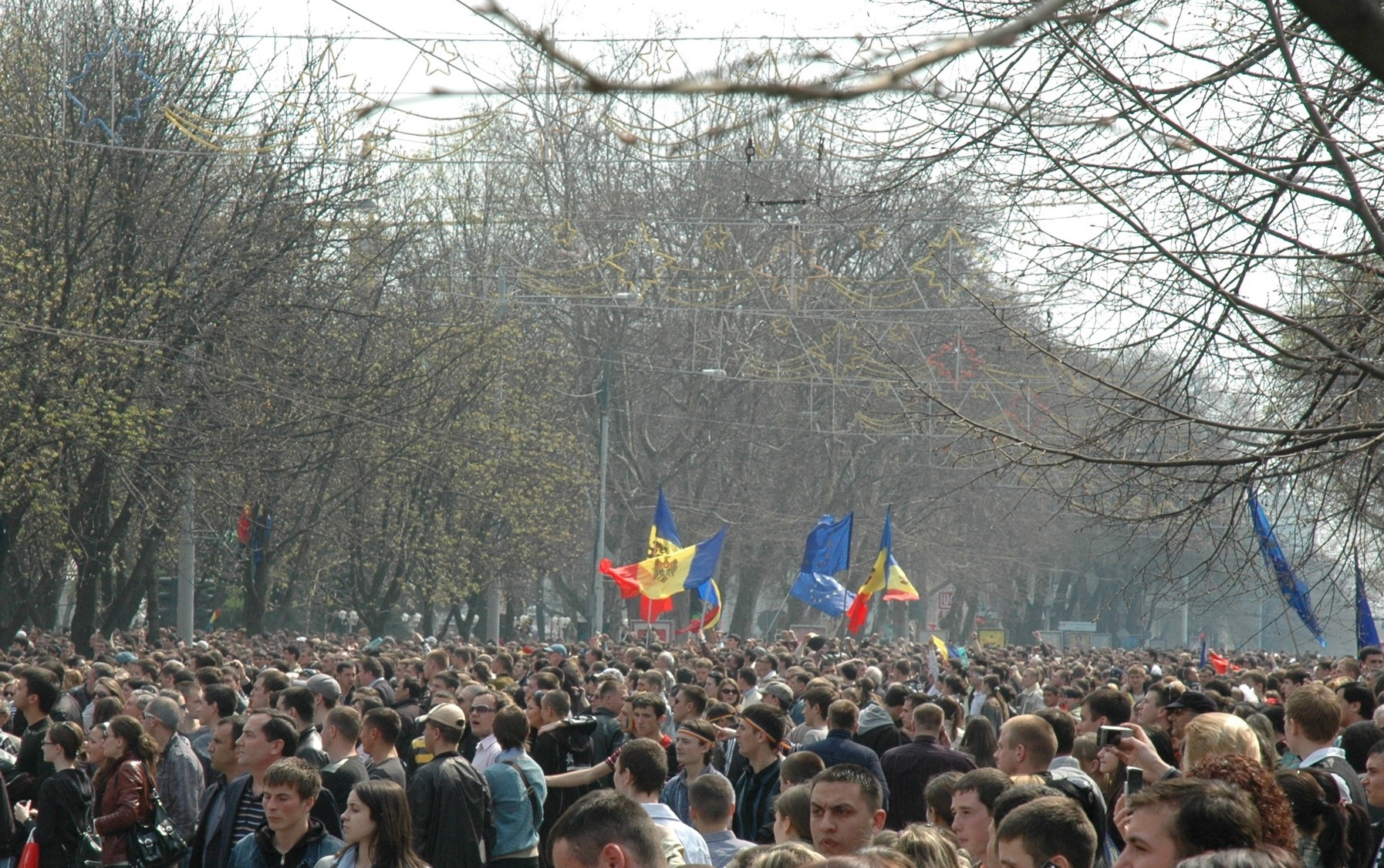
Zamieszki w Kiszyniowie w 2009 r. Protestujący maszerują głównym bulwarem w mieście z flagami europejskimi oraz mołdawskimi

W niepodległej Mołdawii, według Bartłomieja Zdaniuka, funkcjonują dwie formy koncepcji mołdawianistycznej: radziecka i europejska. Pierwsza opiera się na sformułowanych w okresie radzieckim argumentach, wedle których naród mołdawski od 650 lat rozwija się niezależnie od rumuńskiego. Wiąże się z silnym resentymentem antyrumuńskim i podkreślaniem wieloetnicznego charakteru Mołdawii. Poglądy takie na przestrzeni lat wyrażała Partia Komunistów Republiki Mołdawii i jej przywódca Vladimir Voronin. Będąc prezydentem Mołdawii, Voronin domagał się od Rumunii uznania, iż odrębność Mołdawian jest prawdą naukową, żądał także, by podstawowy traktat mołdawsko-rumuński został zredagowany i podpisany w dwóch wersjach językowych.
Mołdawianizm w wersji europejskiej również zakłada, że Mołdawianie są bytem odrębnym od Rumunów, jednak nie uzasadnia szeroko tego poglądu, natomiast opowiada się za wejściem Mołdawii do Unii Europejskiej, gdzie Mołdawianie będą jednym z równoprawnych narodów. Ta wersja mołdawianizmu nie jest ani radykalnie pro-, ani antyrumuńska, chociaż w odróżnieniu od innych wariantów tej koncepcji przyznaje, że język mołdawski jest tożsamy z rumuńskim. Poglądy bliskie mołdawianizmowi europejskiemu były artykułowane podczas protestów w Kiszyniowie w 2009 r., ich orędownikiem był Vlad Filat, lider Partii Liberalno-Demokratycznej. Podstawowe założenia mołdawianistyczne, nawet jeśli nie są określane jako takowe, akceptowane są w dyskursie politycznym dość powszechnie, poglądy panrumuńskie stanowią rzadkość.
Koncepcje mołdawianistyczne szerzone były nie tylko przez polityków z pierwszoplanowych mołdawskich partii politycznych, ale i formacje nacjonalistyczne głoszące ideę Wielkiej Mołdawii i jej współpracy ze Wspólnotą Niepodległych Państw – stowarzyszenie Federacyjna Mołdawia oraz ugrupowanie Patrioci Mołdawii. W ich wersji mołdawianizm przybiera postać skrajną, gdyż głoszona jest nie tylko odrębność narodów, ale i pierwszeństwo Mołdawian, a nawet roszczenia terytorialne wobec Rumunii, dotyczące obszarów wchodzących w skład średniowiecznego Hospodarstwa Mołdawskiego. W niepodległej Mołdawii tezy mołdawianistyczne były i są też  wykorzystywane propagandowo przez polityków prorosyjskich. Działania takie mają na celu osłabienie nastrojów proeuropejskich w Mołdawii i wzmacnianie prorosyjskich. 